# Julius Kuperjanov
Julius Kuperjanov (ur. 11 października 1894 w Lichowie, zm. 2 lutego 1919 w Tartu) – estoński oficer, uczestnik wojny estońsko-bolszewickiej oraz dowódca Partyzanckiego Batalianu Kuperjanova.

## Życiorys
Był synem estońskich chłopów, którzy wskutek konfliktu z właścicielem ziemskim uciekli do Rosji. Kuperjanov w 1904 wrócił do Estonii, gdzie uczył się w szkole w Sipe, później kontynuował naukę w seminarium nauczycielskim przy Uniwersytecie w Dorpacie. Od 1914 pracował jako nauczyciel w szkole parafialnej w Kambja. Powołany do armii carskiej, w 1915 ukończył szkołę oficerów rezerwy w Piotrogrodzie. Następnie dowodził oddziałem zwiadu, a od 1917 był oficerem estońskiego batalionu zaopatrzenia, który powstał przy jego udziale. W 1918 był organizatorem oddziału partyzanckiego, złożonego z młodzieży i estońskich chłopów, zwanego od jego nazwiska Partyzanckim Batalianem Kuperjanova. Oddział ten przeszedł do historii, kiedy to w połowie stycznia 1919 udało mu się odbić Tartu z rąk bolszewickich, a następnie utrzymać go do czasu nadejścia odsieczy. Pod koniec stycznia Kuperjanov razem ze swoim oddziałem brał udział w walkach w okolicy Valki, podczas której został ciężko ranny. W wyniku ran zmarł 2 lutego.